# Новонекрасовський
Новонекра́совський (рос. Новонекрасовский) — селище у складі Дмитровського міського округу Московської області, Росія.

## Населення
Населення — 29 осіб (2010; 37 у 2002).
Національний склад (станом на 2002 рік):
- росіяни — 100 %